# ديونيسيو ميد إي غارسيا دي ليون
ديونيسيو ميد إي غارسيا دي ليون (بالإسبانية: Dionisio Meade y Garcia de Leon)‏ هو محامي واقتصادي مكسيكي، ولد في 12 فبراير 1944 في مدينة مكسيكو في المكسيك.